# Kiki Lamers
Kiki Lamers, née en 1964 à Nimègue aux Pays-Bas, est une peintre et une photographe néerlandaise.

## Biographie
Kiki Lamers est née en 1964 à Nimègue aux Pays-Bas. Elle est diplômée des Beaux-arts de Bois-le-Duc et de la Rijkskademie à Amsterdam.
Elle réunit souvent les deux médiums dans son œuvre, entre autres en peignant à partir de diapositives projetées sur la toile. Ses œuvres sont régulièrement exposées dans les grands musées nationaux, notamment à New York et à Paris.
En 2000, alors qu'elle vivait en Auvergne (France), elle a fait l'objet d'une procédure judiciaire pour corruption de mineurs de moins de quinze ans après avoir pris des photographies de nus d'enfants dans des positions jugées provoquées, suggestives, lascives ou obscènes. Elle et son conjoint qui avaient déposé les photos à développer chez un professionnel ont été condamnés à huit mois de prison ferme et 5 000 € d'amende en août 2004 par le tribunal de grande instance de Cusset (Allier). Le 2 février 2005, la condamnation a été confirmée, mais transformée en prison avec sursis par la cour d'appel de Riom pour laquelle l'alibi artistique invoqué (...) est sans pertinence. L'artiste a annoncé sa volonté de se pourvoir en cassation.
Cette histoire est grotesque, idiote et hystérique a déclaré la galériste parisienne de renom Ghislaine Hussenot, qui a exposé des œuvres de Kiki Lamers dans ses murs il y a deux ans. Quant à la direction de la galerie Annet Gelink à Amsterdam, qui exposait des œuvres de Mme Lamers au moment du procès en appel, elle indiquait regretter le jugement et se réjouir de pouvoir montrer les dernières œuvres de l'artiste. 

## Expositions

### Personnelles
- 1993, 1995, Bloom, Amsterdam[1]
- 1999, CRG, New York[1]
- 2002, 2007, Annet Gelink, Amsterdam[1]
- 2009, Institut néerlandais, Paris[1]

### Collectives
- 2003, Ghislaine Hussenot, Paris[1]